# Antimonitor
El Antimonitor (también escrito como Anti-Monitor, y cuyo nombre recientemente revelado es "Mobius") es un supervillano ficticio y antagonista de la serie limitada, la Crisis en las Tierras Infinitas, que fue publicada entre 1985 y 1986 por la editorial DC Comics. Su primera aparición fue en Crisis en las Tierras Infinitas #2 (mayo de 1985) (a pesar de que inicialmente se mantuvo entre las sombras hasta su presentación oficial en Crisis en las Tierras Infinitas #5-6 (agosto/septiembre de 1985), y que posteriormente fue destruido en Crisis en las Tierras Infinitas #12 (marzo de 1986), sólo para regresar después de una larga ausencia en Linterna Verde: Especial Sinestro Corps #1 (agosto de 2007) (dentro de los crossover Guerra de los Sinestro Corps y Blackest Night). En 2009, Anti-Monitor fue clasificado por IGN 49° más grande villano de la industria de las historietas norteamericanas de todos los tiempos.
LaMonica Garrett interpretó al personaje como el principal antagonista en el crossover de Arrowverso "Crisis on Infinite Earths".

## Biografía ficticia

### Orígenes
El Anti-Monitor no sólo es un enemigo de la Corporación de los Linterna Verde, sino que es un enemigo de todo el Multiverso. Miles de millones de años atrás, en el planeta Maltus, existía una raza de seres, de piel azul e inmortal. Uno de estos seres, Krona, fue un científico obsesionado con los orígenes del universo, aunque existía un tabú de la antigua Oa relativo a la visualización de los orígenes del universo.
Krona había creado una máquina que le permitiría ver el momento de la creación. De alguna manera, su experimento fue interrumpido en el proceso de la creación, con terribles consecuencias. Las consecuencias han sido reescritas a lo largo de los años; originalmente, esto conllevó al desencadenamiento de un mal en el universo; más tarde, se da la creación del universo de antimateria, así como también de un mundo conocido como Qward.
Durante los eventos de la Crisis en las Tierras Infinitas, se descubrió la causa de la existencia de todos los universos paralelos en el Multiverso; por los que varios villanos (entre ellos Mirror Master, Icicle y Maldor) fueron enviados de vuelta en el tiempo para detenerlo, pero fueron derrotados por Krona y los demás oanos. En un replanteamiento definitivo, se había establecido que aumentó la entropía en el universo, acortando su existencia por unos miles de millones de años. En cualquier caso, se crearon dos seres, uno en la luna de Oa y el otro en la luna de Qward. En la luna de Oa, el ser conocido como el Monitor era instantáneamente consciente de los que hacía su homólogo, el Antimonitor (aunque su nombre oficial es monitor (de su universo), y que a menudo se abordaba como tal, ya que el nombre de Antimonitor se utiliza para distinguirlo de su versión heroica del universo de materia positiva). Para entonces, el Antimonitor había conquistado rápidamente Qward, así como el resto del universo de anti-materia. En la búsqueda de otros lugares para poder conquistar, él también se dio cuenta de la existencia de su homólogo. Estos dos seres lucharon por más de un millón de años, desatando grandes poderes al tratar de luchar el uno contra el otro, pero fue en vano. Al final, ambos quedaron abrumados por la batalla por lo que ambos simultáneamente intentaron atacarse una vez más el uno al otro, provocando que estos quedaran paralizados durante unos nueve millones de años.
Con los acontecimientos de Crisis Infinita y Crisis Final, se reveló que, a raíz del renacimiento del Multiverso original, un ser indetectable de imaginación sin límites, el llamado Monitor original, conocido como el Overmonitor, se había dado cuenta de la vida que germinaba en el nuevo Multiverso y que empezaba a ocupar el espacio vacío en el que ya había residido y abarcándolo ampliamente. Teniendo esta curiosidad, y con las ganas de interactuar y conocer mejor las nuevas formas de vida inferiores que surgieron en el nuevo Multiverso, él creó una sonda, un monitor más pequeño. Sin la preparación para poder hacerle frente a la nueva y compleja vida y al paso del tiempo, la Monitor-sonda se dividió inmediatamente en dos seres simétricos, opuestos al entrar en contacto con el propio Multiverso: El Monitor, que incorpora a la materia positiva y lleno de bondad, y el Anti-Monitor, encarnando la antimateria o materia oscura o negativa y la personificación de su lado oscuro, el mal puro.
El Antimonitor, que parece un ser monstruoso, apenas se parecía físicamente al Monitor, al tener una apariencia física casi humana. El Antimonitor cuenta con una estructura vacía, a veces con unos luminosos ojos y una boca ancha y arrugada, a menudo confundido con una masa dental. Cuando su armadura es destruida por Supergirl, su forma parece no ser muy diferente a la del Monitor, pero resulta que su forma corpórea es inestable, por lo que es rodeado de un aura de energía radiante alrededor, la fuerza vital del Antimonitor, que trata de escapar como si fuera el defecto de un vaso de agua que trata de salpicar o salirse, explicando así la necesidad de una armadura. El propio Antimonitor se refiere a la armadura como su "caparazón de vida". Cuando los Manhunters reconstruyen su armadura, se revela que su cuerpo es poco más que una masa agitada de energía negativa. Más tarde, cuando su casco es desintegrado por Firestorm, la cabeza del Antimonitor es revelada con rasgos distintivos a excepción de sus ojos y boca.

## Historia

### Crisis en las Tierras Infinitas
En tiempos más modernos, el ser conocido como Pariah realizó un experimento similar al que realizó Krona, al intentar redescubrir el origen del universo pero que se manifestó mucho tiempo después en una Tierra paralela (esto fue replanteado posteriormente cuando se manifestó su origen de mundo alternativo al concepto que ocurrió en el desarrollo de un universo único post- Crisis). Este experimento dio como resultado el despertar de tanto el Monitor como al Antimonitor, por lo que sería evidente que la destrucción de la Tierra de Pariah sería la primera como su terrible consecuencia. El Antimonitor reconstruiría a su ejército, tomando el relevo en Qward y el uso de sus Thunderers como su propio ejército privado, así como la creación de los Demonios Sombra de la élite de los Thunderers.
El Antimonitor luego lanzó una ola masiva de antimateria, absorbiendo energía de los universos de materia positiva que iba destruyendo y cada vez era más fuerte mientras que su contraparte se debilitaba, y empleó para sus artimañas para contraatacer a su enemigo con el Psicopirata, al utilizar sus poderes de control de las emociones para aterrorizar a la población de los planetas que trató de conquistar y destruir. El Monitor, junto con su ayudante Harbinger, reunió a un grupo de héroes y villanos de diferentes universos alternativos con el fin de combatir la amenaza del Antimonitor. Uno de los duplicados de Harbinger fue tomado bajo control por el Antimonitor y bajo su control mental ella asesinó al Monitor, pero el monitor fue capaz de utilizar su muerte para crear un universo de bolsillo para poder contener las realidades restantes desde el ataque del Antimonitor.
Después de las derrotas de varios héroes, entre ellos el de Flash (Barry Allen) y Supergirl sacrificándose para poder destruir el cañón de antimateria y salvar a Superman respectivamente; el Antimonitor absorvería la totalidad de la energía del universo de antimateria y viajó al principio del tiempo, con la intención de detener la formación de la materia positiva del Multiverso y poder así crear un multiverso donde prevaleciera la antimateria. Cuando los héroes lo siguieron hasta allí, comenzó a drenar la energía de la mayoría de ellos.
Sin embargo, las acciones del Espectro, facultadas por los poderes de los brujos de las Tierras supervivientes, trajeron al Antimonitor a un punto muerto. Los villanos de dichas tierras, enviados para detener Krona que intentaba ver los orígenes del universo, fracasaron debido a disputas, permitiendo a Krona ver las manos del Antimonitor y Espectro luchó por dominarlo, por lo que al final terminó derrumbándose el actual Multiverso.
De las cenizas se levantó un nuevo y singular universo. Mientras que varias personas se acostumbran a la recién renacida y singular Tierra (incluyendo aquellos cuyos mundos e historias que habían sido destruidos con la pérdida del antiguo Multiverso), el Antimonitor, enfurecido, llevó esta Nueva Tierra al universo de antimateria, con la intención de destruir este último bastión de materia positiva una vez por todas. Lo que siguiente que ocurrió fue la guerra contra los Demonios sombra, en el que muchos héroes y villanos perdieron la vida en contra de las fuerzas del Antimonitor. Por último, los esfuerzos combinados de varios superhéroes y villanos (el más notable, el de la Doctor Light, el héroico Alex Luthor Jr. de Tierra-3, con la ayuda del nuevo dios Darkseid, y Superboy Prime, y Kal-L, el Superman de Tierra-2) pudieron debilitar al Antimonitor lo suficiente para que Kal-L pudiera dar el golpe final, destruyendo al Antimonitor al darle un puñetazo en el estómago. El golpe porocó estallar en una nova, provocando olas eruptivas de antimateria, lo que provocó la amenaza con destruir todo el universo de antimateria. Kal-L y Superboy Prime estaban dispuestos a resignarse a su destino final, cuando Alex Luthor Jr., usando su poder para abrir dimensiones, les reveló que él había creado una "dimensión paraíso", y la utilizó para evitar que Lois Lane Kent de Tierra-2 fuese borrada de la existencia cuando se formó el nuevo universo post-Crisis; como él previó cómo iban a evolucionar los acontecimientos, se negó permitirle a Superman tener que lidiar con una pérdida tan terrible. Usando su propio cuerpo como un portal, Alex Luthor Jr., Kal-L, y Superboy Prime entraron a la "dimensión paraíso", junto a Lois.
Entre los otros seres que murieron a causa de sus acciones fueron: El Sindicato del Crimen de Amérika; Kid Psycho; Nighthawk; Los Perdedores; el sargento Flower de la Compañía Easy; Starman; el Hombre Inmortal; Dove; Kole, Cara de Barro; Bug-Eyed Bandit; el Hombre Ángulo; Príncipe Ra-Man; Sunburst; Lori Lemaris;el Flecha Verde de Tierra-2, Huntress, Robin, y Alexander Luthor Sr., el padre de Alex Luthor Jr. de Tierra-3 para sólo para nombrar a algunos pocos.

### Crisis Infinita
El Superman (y Lois Lane) de Tierra-Dos, Superboy Prime y Alexander Luthor Jr. de Tierra-3, desde su hogar en la creada dimensión del universo de bolsillo oculto conocido como el limbo, revelaron que ellos estuvieron observando el desarrollo de los acontecimientos del universo que recién habían formado, así como vieron las acciones de sus héroes. Al observar estos acontecimientos, condujeron al evento conocido como la Crisis Infinita; estos héroes regresaron al universo en un intento de restaurar la existencia del Multiverso DC original a´si como de su contraparte Tierra-2, a expensas de Nueva Tierra (Tierra-1).
Los restos del Anti-Monitor fueron utilizados como parte de un armazón de una torre que fuese capaz sintonízar la energía de la materia positiva como la negativa (la materia y la antimateria), similar a la utilizadas durante la primera crisis. Esta construcción creó por entonces la frecuencia vibratoria que permitió el regreso de Tierra-2 que estaba anteriormente de su no existencia, y a su vez la recrearía, sin perder a Tierra-1, permitiendo proteger a sus respectivos personajes al trasladarlos a su respectiva tierra natal, Tierra-2. Alexander Luthor Jr. luego recrearía a las demás Tierras con la torre receptora afinando y llevando a sus respectivos héroes correspondientes sus tierras originarias a dichasTierras. Superboy Prime (que estaba furioso de que su mundo no pudo ser rescatado, los principales velocistas y Bart Allen llevaron a Superboy Prime a la Fuerza de la Velocidad para encerrarle ya que allí existía un Sol que proveía de energía roja) que posteriormente de algún modo, este regresó de la Fuerza de la Velocidad y de la cual ahora portaba lo que parecía ser réplica de la armadura del Antimonitor (construida con los restos de la armadura del villano), permitiéndole utilizarla como un colector de energía solar amarilla. En última instancia, la torre fue destruida cuando Kon-El, el Superboy moderno, y Superboy Prime combatieron y terminaron estrellándose contra la torre mientras luchaban entre sí, esto obligó a que todos los planetas de la Tierra se volvieran a fundirse en una Nueva Tierra una vez más. Kon-El murió en brazos de Wonder Girl así como Superboy Prime terminó huyendo.

#### Impacto Post Crisis
A pesar de su exposición muy limitada (ya que sólo apareció en la Crisis en las Tierras Infinitas), y en una sola historia en la Mujer Maravilla, y The Flash (vol. 2) # 149-150), el Anti-Monitor fue el responsable de los cambios más profundos en toda la historia de DC Comics y el Universo DC, y todos sus respectivos universos paralelos alternativos y demás historias que habían sido creadas hasta ese momento. Aun así, el universo de antimateria logró sobrevivir al impacto de la destrucción del Antimonitor, así como Qward ( la contraparte de Oa) y ahora con su propia versión de una Tierra alternativa poblado por sus contrapartes de todos los héroes y villanos de DC del universo de materia positivos (cada uno tomando el papel contrario) en sus respectivos mundos.
Tal vez el impacto más notable que el Antimonitor tuvo en el universo post Crisis fue la eliminación del concepto del Multiverso DC al favorecer el concepto único del Universo DC. Anteriormente, existía un número infinito de Tierras, cada uno con su propia historia única, alternativa e imaginaria, y que se podía acceder a través de diversos medios, siendo el uso de máquinas especializadas que permitiesen la recreación de sintonía vibratoria más común (aunque en algunos casos el propio superhéroe la podía generar con sus propios poderes). Durante la Post Crisis, el reinicio del universo fue el resultado de las maquinaciones del Antimonitor, al recrear un más simple, y más ágil Universo DC que parecía inminente, al agregar los personajes adquiridos con el paso de los años de las editorials de la Charlton Comics, Fawcett Comics y Quality Comics, al quedar incorporados al Universo DC.

#### Post Crisis Infinita
Tras el final de Crisis Infinita, Al final del 2006, DC Comics publicó el especial UDC: Brave New World, donde se revela que hay cinco figuras que se hacían llamar "Los Monitores", que ahora se encargan de vigilar la nueva Tierra Post Crisis Infinita. Cuatro de las figuras que aparecen se asemejan a la del Monitor original de la Crisis en las Tierras Infinitas y la quinta figura se parecía al Antimonitor. En las páginas de la maxiserie semanal limitada Cuenta Atrás para la Crisis Final, se puso de manifiesto que hay 52 monitores, cada uno de ellos representando a cada una de las nuevas realidades alternativas en el nuevo Multiverso DC, cada uno con un aspecto ligeramente diferente. Un monitor aparecería en las páginas de Supergirl, en donde le recuerda a Dark Angel sirviendo como uno de sus agentes. Este Monitor se vestía como el Antimonitor, pero no tenía ninguna conexión.

### Guerra de los Sinestro Corps
Se reveló que el Antimonitor había renacido después de la recreación del Multiverso y se había estado alimentando de la batería de poder del Sinestro Corps. Tras el regreso de Hal Jordan de la muerte y su período como Parallax el "Guardián del Miedo", ahora dicha entidad residía con los Sinestro Corps. Su cuerpo fue reconstruido por los Manhunters, además, él reclutó a Superboy Prime, a Cyborg Superman, y a Parallax, que estaba poseyendo el cuerpo de Kyle Rayner como anfitrión, junto con Sinestro y sus heraldos.
Durante la guerra entre los Sinestro Corps y el Green Lantern Corps, el Antimonitor contactó a Cyborg Superman para preguntarle sobre el estado del Nuevo Warworld. El tirano cósmico declaró que pronto abandonaría Qward y que mataría a Henshaw por sus servicios, lo que permitiría la paz que durante tanto tiempo había evadido a Cyborg.
Cuando los Linternas perdidos hicieron su camino hacia el universo de antimateria para salvar a Hal Jordan junto con el poder de Ion, sin darse cuenta, se toparon con el Antimonitor en el sótano de una cámara en su bastión en Qward. Aparentemente fue utilizado para experimentar con el o para torturar a la entidad Ion, la entidad previamente habitaba a Kyle Rayner.
Este procedió a matar Ke'Haan antes de los otros Linternas le obligasen a atacarlo por la espalda, teniendo controlada a la entidad Ion atada al planeta y al universo de antimateria. El Antimonitor persiguió a los Linternas por corto tiempo, lo suficiente para que Hal Jordan, Guy Gardner, John Stewart, y los otros Linternas pudieran escapar. Al tener esta información vital, luego se van Qward.
Poco después, los Sinestro Corps lanzan su ataque a la Tierra. El Antimonitor viaja al planeta a bordo de Nueva Warworld, y aterrizaría poco después, junto con Sinestro. Fue atacado por Sodam Yat y los otros miembros del Green Lantern Corps, pero el tirano matararía a los dos seres sin nombre y severamente lesionó al linterna Daxamita.
El Antimonitor posteriormente comenzaría a desviar sus asuntos de manera positiva a la ciudad de Nueva York para poder intentar crear sus olas de antimateria. Sin embargo, fue atacado por los Guardianes del Universo, enojado por esto, queda impotente durante su primer atque. El Antimonitor fue capaz de contrarrestar el fallido ataque, dejándole cicatrices permanentemente en el rostro de Scar. John Stewart y Guy Gardner derribaron la Nueva Warworld y la energía de la batería central amarilla, lo que hizo estallarla junto al Antimonitor, y contenida por un escudo creado por cientos de Linternas Verdes para contener la explosión; aunque esto no fue suficiente para matarlo. Superboy Prime, viendo una oportunidad para derrotar al ahora debilitado-Antimonitor, voló a través del pecho del Antimonitor y arrojó su cuerpo destrozado al espacio.
El cadáver del Antimonitor aterrizó accidentalmente en el planeta Ryut en el Sector 666, donde una voz (que más tarde reveló ser otro villano conocido como Nekron) le reconoció y le dijo que viniera. Antes de que pudiera escapar, el Antimonitor se encontró aprisionado dentro de una batería Poder Negra de gran poder. Poco después, la guardiana Scar, quedó corrompida por las energías del Antimonitor, eliminando el poder verde de los linternas Ash y Saarek para poder localizar y recuperar el poder de pelea contra los demás, para poder manipular el poder que aún residía en el cuerpo del Antimonitor.

### La Noche Más Oscura
Los Linternas Verdes Ash y Saarek encuentran una energía de una batería central Negra en Ryut y tratan de escapar justo antes de que dos manos monstruosas emergen de debajo de ellos y los arrastra hacia el planeta, matándolos en el proceso.
Cuando la batería de Poder Central Negra es traída a la Tierra, el Antimonitor como se encuentra adentro de la misma, exige que lo dejen salir. Comienza entonces a drenar la energía blanca de Paloma con el fin de efectuar un escape. El Antimonitor es revivido como Black Lantern independiente del control de Nekron. El Antimonitor es atacado por los diferentes Lantern Corps, justo cuando está a punto escapar de la batería. Al combinar sus energías, el uso de la energía que emanaba Paloma es utilizada arma para combatir por los Lantern Corps, y la utiliza como una energía que es disparada como una bala que golea al Antimonitor y que lanza dicho poder atravesándolo y devolviéndolo de nuevo a la batería.
El Antimonitor es finalmente resucitado por un anillo de poder blanco, y es liberado de la batería, y lucha contra Nekron en venganza por encarcelarlo. Nekron entonces destierra al Antimonitor de regreso al universo de antimateria.

### Brightest Day
Más tarde, el Antimonitor se enfrenta al Linterna blanco Boston Brand. A medida que la lucha avanza, se ve obligado por el anillo blanco para que "luche por su vida", dañando la armadura pectoral del Antimonitor, el Antimonitor toma represalias por el disparo al causarle una explosión de antimateria a Brand, que logra evadir la explosión. El Antimonitor reanudaría finalmente su función en el Universo Antimateria mientras Brand le deja. Él también impidió que Deathstorm, la versión Black Lantern de Firestorm, en su intento por destruir la batería de poder de la Linterna Blanca y en su lugar le ordena traer al linterna así como a un ejército, y en ese momento Deathstorm trae las versiones Black Lantern del Profesor Zoom, Maxwell Lord, Halcón, Jade, el Capitán Boomerang, el Detective Marciano, Aquaman, Hawkman, Chica Halcón, Deadman y Osiris.
Deathstorm finalmente intenta llevarle la Batería de poder de la Linterna Blanca para él, y él trata de acceder al poder White Lantern, sin embargo, sus esfuerzos se ven impedidos por la Firestorm, que después de participar en la batalla contra el Antimonitor y los Black Lanterns es capaz de recuperar la energía de la batería Blanca de manos del Antimonitor. Su también se reveló que la "Entidad" se dejó capturar para poder obtener una información especificada del Antimonitor

### Los nuevos 52
El Antimonitor ha sido presentado en el evento promocional de una nueva serie de historietas que marcó el reinicio del Universo DC, con el evento conocido como Los Nuevos 52, apareciendo en la última página de la miniserie limitada "Forever Evil". Se reveló como el ser que destruyó Tierra-3, el universo contiguo de donde procede el nuevo Sindicato del Crimen,, y viene devorando otros universos a lo largo su camino. Como se le ve terminando su trabajo en las afueras de Tierra-3, el Antimonitor declara "Darkseid será mío".
Adicionalmente, el arco "Darkseid War", se revela que su nombre es Mobius, el mismo antiguo dueño de la silla que actualmente posee Metron, y que ha vivido incontables nacimientos y muertes, y que esto lo ha convertido en el responsable de las incontables "crisis" a lo largo de la historia del Universo DC y de los varios renacimientos y muertes del Multiverso, como se lo revela a Metron. y que por ende, ha ido provocando sucesos que ha ido fracturando poco a poco la realidad a lo largo de sus apariciones y ha influenciado a que otros seres se aprovechen de las mismas para sus planes, como el caso del evento que ha causado Brainiac al intentar provocar la Convergencia, y las anteriores crisis.

#### DC Renacimiento: Hijo de Perpetúa
Después de los acontecimientos que llevaron a la destrucción del Muro de la Fuente en el evento cósmico multiversal conocido como Dark Nights: Metal, un evento cósmico que despertaría una serie de fuerzas cósmicas acumuladas dentro de la Fuente. Allí, junto con el viaje de los héroes de la Liga de la Justicia por reparar el Muro de las realidades que representa el Muro de la Fuente, así como el combate con una serie de seres celestiales llamados Gigantes Omega o Celestiales Omega, en Justice League: No Justice, se fue revelando poco a poco la conexión de estos sucesos con los entes cósmicos que han formado parte de la estabilidad que mantiene la estructura del Omniverso y los Multiversos que han regido desde tiempos desde la Primera Crisis, como se narra eventualmente en un flashback de las páginas de la Liga de la Justicia Volumen cuatro #19-26 (marzo a agosto de 2019) y el anual de dicha serie, en el que se hace un recuento de la historia de origen de los seres cósmicos conocidos como el Monitor, el Antimonitor, y un tercer ser llamado el Forjador de Mundos, todos ellos siendo hijos de un ser Super Celestial llamada Perpetúa, quien fuese el ser creadora del Multiverso DC y que tras su intento de subordinación sobre su papel en el Omniverso, otros seres super celestiales la encerraron tras lo que rescidiría en lo que hasta en ese entonces pasaría a denominarse como el Muro de la Fuente.
De acuerdo al origen revisado tanto del Multiverso como del Universo DC, Perpetua dio a luz a tres seres cósmicos que entrarían a formar parte del orden de la creación, estos hijos, Monitor u Over-Monitor, conocido como Mar Novu, quien se le confería la labor de vigilar diversos acontecimientos que marcaron el recién creado Multiverso, mientras que Alpheus, conocido como el forjador de mundos, se encargaría de la forja, donde se fabricarían los mundos del Multiverso, mientras que el Antimonitor, conocido como Mobius, se encargaría de la función de ser el ser que estaría al final de la vida existente en el ser que ejercer la labor de proteger los límites de la creación, manteniéndolos libres de vida, es decir ser el juez de la misma condenando aquellos mundos que estaban destinados a ser destruidos y ser reforjados para un nuevo comienzo en la forja de mundos.
Si bien estos tres seres se ponían a disposición de ejercer un orden a este multiverso, el hermano de Mobius, Mar Novu, notó con extrañeza el papel ya cumplido de Perpetua, lo que le llevó a cuestionar la labor de su madre, aun cuando esta le explicó el porqué, Mobius participaría en los planes junto a sus dos hermanos para llamar la atención de los otros super celestiales para detener los planes orquestados de Perpetua para seguir más allá de la misma creación de su propio Multiverso, llevando a que sus tres hijos librasen una guerra contra su madre siendo finalmente encerrada en lo que sería eventualmente el Muro de la Fuente.
Agobiado por esta obligada traición, el Anti-Monitor pasaría millones de años planificando la forma para llevar su venganza a raíz de su traición, ahora dirigiendo su ira incontenible contra Mobius, y que por ende pasa a ser la historia que se conecta a los acontecimientos de las eventuales Crisis. Desde entonces, en el presente, los héroes de la Liga de la Justicia junto a Mar Novu el Monitor y Alpheus, el Forjador de mundos, buscan desesperadamente la alianza con el Antimonitor para enfrentar la amenaza que suscita el regreso de Perpetua.

## Poderes y habilidades
Antimonitor ha sido uno de los enemigos más formidables jamás enfrentados por los héroes del Universo DC (o del "Multiverso", como ha sido entonces y ahora). Él es directamente responsable de más muertes que cualquier otro conocido supervillano de DC, al haber destruido miles de universos. Él fue lo suficientemente poderoso como para matar a una distraída Supergirl casi sin ningún esfuerzo, aunque se podría sugerir que cuando el universo se reinició, la mayoría de sus muertes atribuidas a él en efecto, nunca sucedieron aparentemente. Él ha consumido miles de universos de materia positiva para poder aumentar su poder, y fue capaz de luchar personalmente contra decenas de héroes más fuertes del multiverso al mismo tiempo. Durante La noche más oscura a pesar de que se convirtió en un Black Lantern después de haber sido asesinado por Superboy Prime, el Antimonitor no estuvo controlado por Nekron, revelando cuán poderoso es en realidad el Antimonitor, e incluso una personificación como la muerte no lo puede controlar, incluso como fuente de energía para el Cuerpo de Nekron cuando fue sometido.
El Antimonitor también fue responsable de la muerte de Barry Allen, el héroe conocido como Flash. Después de capturar a Barry porque su capacidad de atravesar el multiverso sin ayuda podría ser una variable para el muy peligrosa, de hecho, el Antimonitor creó un cañón de antimateria que destruiría a las entonces cinco restantes tierras con un concentrado haz de luz mucho más rápido que la ola de entropía que originalmente desataba. El cañón fue destruido por el Flash cuando este escapó le obligó a utilizar la energía de la fuente de alimentación como armas en sí mismo, causando que explotara y matando a Barry en el proceso. Además de poseer gran tamaño (que varía de unos nueve pies, a cientos de metros de altura), ampliamente posee una fuerza sobrehumana, resistencia extraordinaria (al final de la serie de la Crisis fue capaz de soportar sin esfuerzo los golpes de Superman, e incluso sobrevivir la explosión de una estrella azul de una supernova), la capacidad de proyectar pernos destructivos de energía, y aumentar en gran medida sus poderes tanto de él como la de otros seres "(como lo hizo con Psicopirata, cuyos poderes se incrementaron a niveles demasiados que para él pudises manejar), el Antimonitor también poseía la manipulación de la realidad (la habilidad de la deformación del espacio-tiempo), que está representada por en la eliminación de la cara de Psicopirata. El Antimonitor también ha mandado un ejército de qwardianos y demonios sombra, y tenía acceso a la tecnología altamente avanzada que es capaz de cambiar, fusionar, o destruir universos enteros.
Por el momento, su poder más devastador fue la capacidad de absorber la energía de su entorno en sí mismo, una vez logró fusionarse con su universo de antimateria, e incluso es capaz de absorber la energía de universos enteros. Además de devorar la energía de un número incalculable de universos, también es capaz de absorber la energía de "más de un millón de mundos" en su propio universo antimateria, con el fin de obtener el poder de viajar hasta el principio de los tiempos, para tratar de detener la creación del universo de materia positiva. Cuando los héroes de la Tierra lo siguieron hasta el principio de los tiempos, luego absorbió todo sus poderes y energía; esto le hizo lo suficientemente fuerte como para alterar la creación del universo hasta que fue neutralizado por El Espectro. Durante su batalla final en la Crisis en las Tierras Infinitas #12, el Antimonitor mantiene su poder "alimentándose" una estrella cercana; y cuando su poder se disminuyó y se vio reducido a un estado cercano a la muerte, absorbe a sus propios demonios antimateria para rejuvenecerse a sí mismo.
El Antimonitor no es del todo inmortal, pero puede ser en última instancia indestructible mientras exista el Universo Antimateria; el haber sido destruido con inmenso esfuerzo al final de la crisis, fue recreado por su universo, tal como él se había formado originalmente.

## Otras versiones
- En el arco "Chain Lightning" en las historietas de Flash,[44] la historia se altera cuando Barry Allen es asesinado antes de los acontecimientos de la Crisis en las Tierras Infinitas. Esto obliga a Wally West en una línea de tiempo alternativa en el que el Antimonitor nunca fue derrotado y sólo el universo de antimateria es el que existe en su lugar.

- Una parodia del Antimonitor, llamado la "Tía Monitor", apareció en Marvel Comics ¿What the?! como una sátira cómica.[45] la historieta de Marvel Super Ratón también aparece otra parodia, el "Anti- Minotauro ".[46]

- El Antimonitor hace un cameo en la historieta basada en la serie animada Justice League Unlimited #32 (junio de 2007). Él es descrito por Darkseid como un "ser celestial compuesto de energía negativa" que Darkseid intentó atrapar para alimentarse de la ecuación de la Anti-Vida.[47]

- El Monitor y el Antimonitor ambos aparecen en Tiny Titans #12 (marzo de 2009), con el Monitor diciéndole a Robin que necesita un pase por el pasillo, y el Antimonitor le contradice porque él es el "anti" Monitor, hasta que los dos empiezan tener un argumento "no, eso es hacer demasiado", y el Observador dice que todo el mundo le gusta mejor al Antimonitor.[48]

## Aparición en otros medios

### Televisión

#### Arrowverso
El Antimonitor hace su debut en acción real en el cruce del Arrowverso «Crisis on Infinite Earths», interpretado por LaMonica Garrett. En algún momento entre «Elseworlds» y «Crisis», el Antimonitor encontró a Flash de Tierra-90 y lo usó para alimentar un cañón de antimateria para destruir el multiverso. Minutos antes de que comenzara la Crisis, el Antimonitor engañó al explorador multiversal Nash Wells para que abriera su prisión bajo Ciudad Central de Tierra-1. Una vez que se fortalece lo suficiente, posee a Harbinger, mata al Monitor y logra destruir el multiverso. Sin embargo, no pudo matar a los Paragones, siete héroes capaces de detenerlo, ya que fueron teletransportados a un punto fuera del espacio y el tiempo para que pudieran reagruparse y detenerlo. Con la ayuda de Oliver Queen / Espectro, lo derrotan y reinician con éxito el multiverso. A pesar de esto, el Antimonitor sobrevivió e intentó vengarse, solo para ser derrotado de una vez por todas cuando los héroes de la recién creada Tierra-Prima usaron una bomba capaz de encogerlo por toda la eternidad. Un flashback en «Crisis on Infinite Earths: Part Four» mostró que se enteró de la existencia del multiverso cuando un joven Mar Novu entró accidentalmente en su universo de antimateria al intentar presenciar el nacimiento del universo.

#### Animación
- El Antimonitor tuvo una aparición como villano principal en la serie animada de Linterna Verde,[50] en la segunda temporada, que quiere dominar el universo.[51]

### Videojuegos
- El Antimonitor es un personaje jugable en el videojuego Scribblenauts Unmasked: A DC Comics Adventure y se espera una posible aparición en el videojuego Infinite Crisis.

## Premios
- 1986: Ganó el premio "Villano Favorito" en los Eagle Awards.